# Эмансипированные женщины (роман)
«Эмансипированные женщины» («Эмансипантки», пол. Emancypantki) — самый длинный роман польского писателя Болеслава Пруса. Публиковался в газете «Kurier Codzienny» с 1890 по 1893 год, затем издан в книжной форме варшавским издательством Гебетнера и Волфа в 1894 году. Второе, исправленное издание книги вышло в 1903 году.
Действие романа происходит в Варшаве и небольшом (вымышленном) населённом пункте Иксинуве. В центре сюжета стоят пансионы благородных девиц, в которых обучают дочерей дворян и обеспеченных граждан. Главная героиня — Магдалена Бжеска, которая воспитывалась в одном из таких пансионов, в пансионе К. Латтер, а затем сама стала в нём учительницей.
Основной идеей произведения является изменяющаяся роль женщины в обществе, стремление к независимости, с некоторой степенью феминизма. В роли своего рода лидера и активиста такого движения становится немолодая и опытная госпожа Ховард, некоторое время работавшая преподавательницей в пансионе К. Латтер. Её утверждения и личная позиция, однако, не повлияли на её решение в конце концов выйти замуж.

## Издания на русском языке
- Б. Прус. Сочинения в семи томах (Том 5-6); Перевод с польского Е. Егоровой, Е. Лысенко, А. Граната; — М.: Государственное издательство художественной литературы, 1963.